# Fred B. Stern
Fred Benno Stern (geboren 7. März 1895 in Zürich; gestorben unbekannt) war ein deutscher Publizist.

## Leben

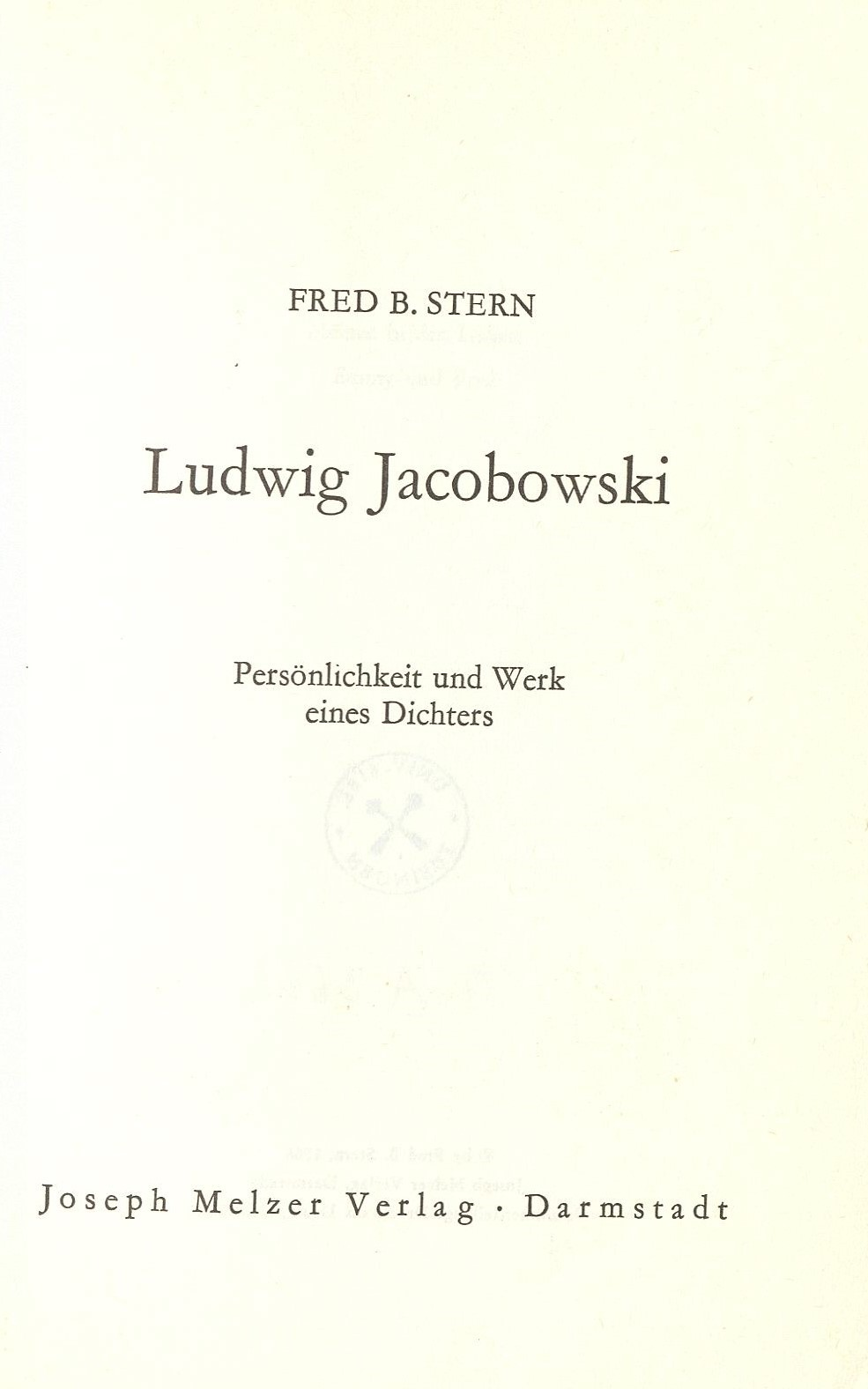
Ludwig Jacobowski (1966)

Fred Benno Stern war ein Sohn des in Nieder-Florstadt geborenen Kaufmanns Hermann Stern und der aus Bödigheim stammenden Sara Weisskopf. Stern heiratete 1926 die Berlinerin Emmy Liss.
Er besuchte ein Gymnasium in Darmstadt, begann 1914 ein philologisches Studium und wurde 1915 Soldat im Ersten Weltkrieg, in dem er als Frontkämpfer ausgezeichnet wurde. Nach dem Krieg wurde er kaufmännischer Angestellter in einem badischen Unternehmen des Werkzeugmaschinenbaus, machte Karriere, erhielt Prokura und schrieb Beiträge für Fachzeitschriften. Gelegentlich schrieb er auch für das Feuilleton der Frankfurter Zeitung literaturkritische Beiträge.
Stern engagierte sich in der jüdischen Jugendverbandsarbeit und trat 1925 in Karlsruhe der SPD bei. Er war Mitglied der Deutschen Friedensgesellschaft (DFG). Nach der Machtübergabe an die Nationalsozialisten musste er sich verbergen und floh 1935 in die Schweiz und 1936 nach Italien, wo er einen Betrieb in der Keramikbranche aufmachte. Im März 1939 wurde er auf der Basis der italienischen Rassengesetze als ausländischer Jude aus Italien ausgewiesen, und ihm und seiner Frau gelang die Emigration in die USA. Stern schlug sich als Geschäftsführer einer Kantine in Atlanta, als Manager eines Textilbetriebs in Northampton und eines Textilgeschäfts in New York City durch. Er erhielt 1946 die US-amerikanische Staatsbürgerschaft.
Von 1945 bis 1949 studierte er Rechnungswesen an der New York University und arbeitete von 1950 bis 1960 in einer Steuerbehörde im Staat New York. Stern schrieb daneben einen wöchentlichen literarischen Kommentar für die deutschsprachige New Yorker Staatszeitung und Herold und gelegentliche Beiträge in der Exilzeitung Aufbau, im Leo Baeck Bulletin, sowie für die in Freiburg im Breisgau erscheinende Zeitschrift Die Kommenden, für die schweizerischen Blätter für Anthroposophie und für die schwedischen Zeitschriften Folks-Skolan und Folksperspektiv, Stockholm. 1961 bis 1963 hielt er verschiedene Vorträge in New Yorker Vereinigungen (u. a. Literarischer Verein, New Worls Club, Deutscher literarischer Klub, Warwick) und am Monmouth College, West Long Branch, New Jersey.
Sterns literaturkritischen Forschungen war in den 1960er Jahren die (kurzzeitige) Wiederentdeckung des deutschen Schriftstellers Ludwig Jacobowski zu verdanken. Stern gelang es auch, 1969 den Nachlass des 1900 jung verstorbenen Jacobowski ausfindig zu machen, den dann die Hessische Landesbibliothek Wiesbaden erwarb, und gab 1974 eine Auswahl aus den Briefen heraus. Unter dem Pseudonym Abel Groce veröffentlichte er 1970 in Österreich ein Buch über Giordano Bruno.

## Schriften (Auswahl)

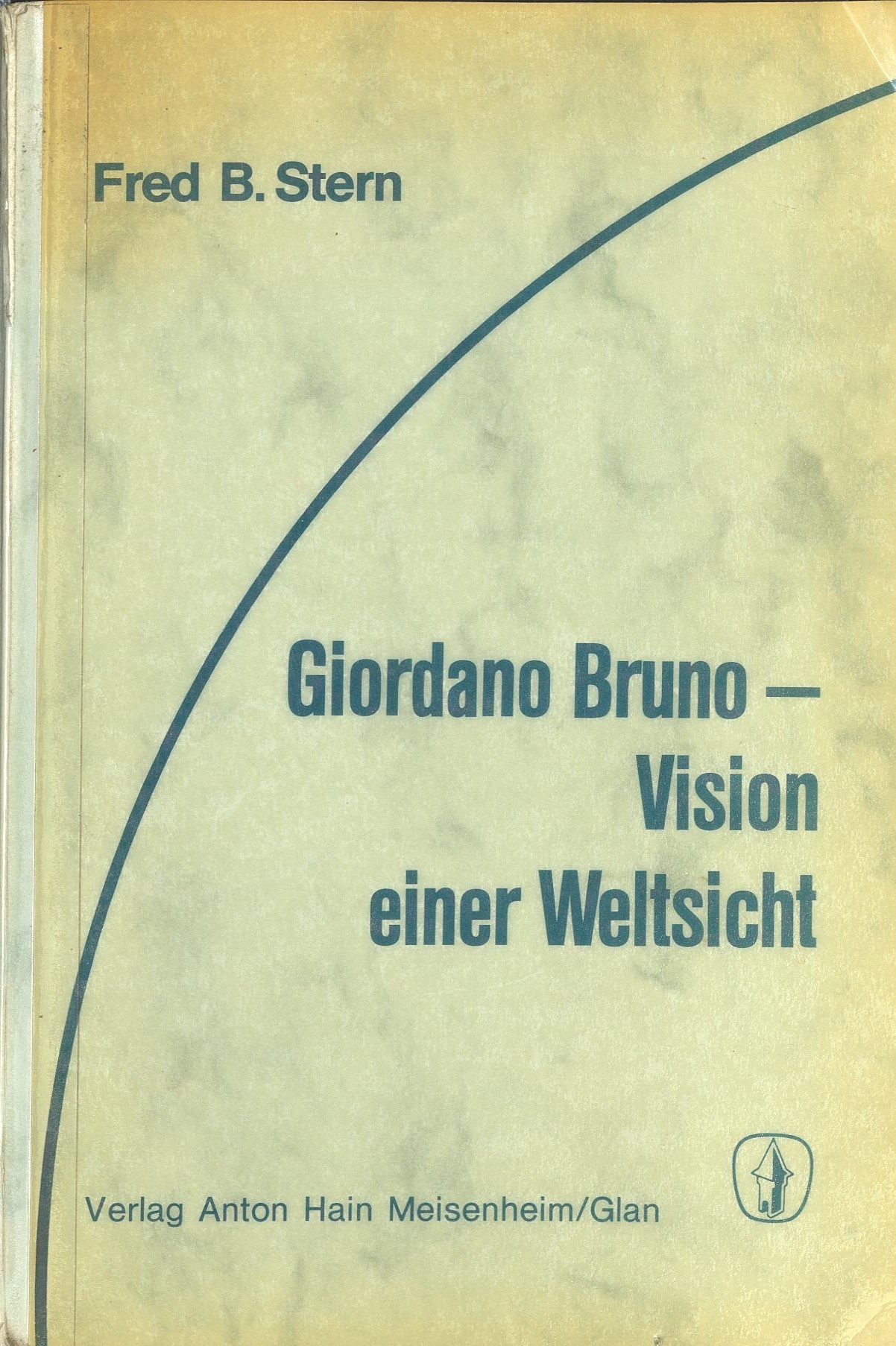
Giordano Bruno (1977)

- Karl Wolfskehls Stellung zum Judentum. In: LBI Bulletin. Vol. 5. No. 17. Juni 1962, S. 13–22
- Ludwig Jacobowski: Persönlichkeit und Werk eines Dichters. Darmstadt : Melzer, 1966
- Ludwig Jacobowski: …die ungeteilte Melodie. Gedichte und Erzählungen ausgewählt und mit einem Geleitwort versehen von Fred B. Stern. Basel : Zbinden, 1966
- Ludwig Jacobowski: Loki. Roman eines Gottes. Mit einem Geleitwort von Fred B. Stern. Basel : Zbinden, 1966
- Abel Groce: Giordano Bruno: Der Ketzer von Nola. Versuch einer Deutung. Teil 1. Werdegang und Untergang. Wien: Europäischer Verlag, 1970
- Giordano Bruno, Vision einer Weltsicht. Meisenheim am Glan: Anton Hain, 1977
- Fred B. Stern (Hrsg.): Auftakt zur Literatur des 20. Jahrhunderts: Briefe aus dem Nachlass von Ludwig Jacobowski. Bd. 1. Veröffentlichungen der Deutschen Akademie für Sprache und Dichtung Darmstadt Bd. 41. Heidelberg : Wallstein, 1974
- Abel Croce: Gegenwart und Dichtung. In: Die Kommenden, 10. Januar 1962
- Abel Croce: Wohin führt der Weg Amerikas?  In: Die Kommenden, 25. Juni 1962
- Abel Croce: Giordano Bruno, Fackelträger einer neuen Zeit. In: Die Kommenden, 25. Juli 1962
- Abel Croce: Der gordische Knoten (über May man prevail von Erich Fromm). In: Die Kommenden, März 1963
- Abel Croce: Neue Wege zur Menschen-Bildung. In: Die Kommenden, Juli 1963
- Abel Croce: Das Weltbild Giordano Brunos in Steiners Schrifttum. In: Blätter für Anthroposophie (Basel, Schweiz), August 1963
- Abel Croce: Erziehung und Bildung in Amerika. In: Die Kommenden, 1964
- Abel Croce: Renaissance-Philosophie. In: Blätter für Anthroposophie (Basel, Schweiz), 1964